# Kitoko Gata Ngoulou
Kitoko Gata Ngoulou, née en 1979, est une femme politique et diplomate tchadienne. Elle est ministre de la Femme et de la Petite Enfance depuis le 16 juillet 2025.

## Biographie

### Formation et début de carrière
Kitoko Gata Ngoulou nait en 1979[réf. nécessaire]. Elle est protestante.
Elle est diplômée en études commerciales et gestion stratégique internationale de l'université du Staffordshire au Royaume-Uni. Elle commence sa carrière en 2008 en tant que consultante internationale senior, intervenant auprès de gouvernements et d'organisations à travers le continent africain, de la Guinée-Bissau au Cameroun en passant par la Tanzanie et l'Afrique du Sud,. Elle est aussi lobbyiste pour une entreprise française qui représente le président Idriss Déby.
En 2015, elle est nommée ambassadrice itinérante à la Présidence de la république,,. En janvier 2023, Kitoko Gata Ngoulou est nommée ambassadrice du Tchad aux États-Unis,. Elle est aussi représentante du Tchad au Mexique, devant la Banque mondiale et le Fonds monétaire international.
Poste qu'elle va conserver jusqu'à sa nomination le 16 juillet 2025, par un décret présidentielle, au poste de ministre d'État, ministre de la Femme et de la Petite Enfance en succédant à Amina Priscille Longoh,.